# Microtropis oligantha
Microtropis oligantha är en benvedsväxtart som beskrevs av Merrill och Freeman. Microtropis oligantha ingår i släktet Microtropis och familjen Celastraceae. Inga underarter finns listade.